# فان فان دوك
فـان فان دوك (بالفيتنامية: Phan Văn Đức) هو لاعب كرة قدم فيتنامي في مركز نصف الجناح، ولد في 11 أبريل 1996 في محافظة ني أن في فيتنام. لعب مع نادي سونغ لام نغي أن.

## وصلات خارجية
- فـان فان دوك على موقع قاعدة بيانات كرة القدم.إي يو (الإنجليزية)
- فـان فان دوك على موقع Soccerway.com (الإنجليزية)